# Participants dels mercats financers
Els participants o actors dels mercats financers són persones físiques o jurídiques que operen en mercats financers. Es defineixen en dues grans categories: la primera categoria distingeix entre inversors i especuladors, i la segona categoria entre inversors institucionals i minoristes.

## Inversors institucionals vs. minoristes
Un inversor és una persona que col·loca capital financer amb l'expectativa d'un rendiment futur (benefici) o per obtenir un avantatge (interès). A través d'aquest capital assignat l'inversor acostuma a comprar alguns tipus de propietat. Els inversors poden ser o bé minoristes o bé institucionals. Un inversor minorista també es coneix com a «inversor particular».
Hi ha diversos tipus d'inversors institucionals:
- Plans de pensions que fan inversions en nom dels empleats
- Empreses que realitzen inversions, ja sigui directament o mitjançant un fons captiu
- Fons de dotació utilitzats per universitats, esglésies, etc.
- Fons d'inversió, fons de cobertura i altres fons, la propietat dels quals es pot o no negociar públicament (aquests fons solen reunir els diners recaptats dels seus propietaris-subscriptors per invertir en valors)
- Fons sobirans
- Grans gestors de diners

Un inversor minorista és un inversor individual que posseeix accions d'un valor determinat. Els inversors minoristes es poden dividir en dues categories de propietat d'accions:
1. Un accionista beneficiós és un inversor minorista que té accions dels seus valors al compte d'un banc o corredor. El corredor està en possessió dels valors en nom de l'accionista subjacent.
2. Un accionista registrat és un inversor minorista que té accions dels seus valors directament a través de l'emissor o el seu agent de transferència. Molts accionistes registrats tenen còpies físiques dels seus certificats d'accions.

Als Estats Units, l'any 2005 uns 57 milions de llars posseïen accions i, en total, els inversors individuals posseïen el 26% de les accions.

## Inversors vs. especuladors
Pel que fa a la diferència entre inversió amb l'especulació i l'especulació de l'especulació excessiva varia àmpliament entre agents experts, legisladors i acadèmics. Algunes fonts assenyalen que l'especulació és simplement una forma d'inversió de més risc. Altres defineixen l'especulació de manera més estreta com a posicions no caracteritzades com de cobertura. La Comissió de comerç de futurs de productes bàsics dels EUA defineix un especulador com «un comerciant que no es cobreix, però que negocia amb l'objectiu d'aconseguir beneficis mitjançant l'anticipació reeixida dels moviments de preus». L'agència subratlla que els especuladors compleixen funcions importants de mercat, però defineix l'especulació excessiva com a perjudicial per al bon funcionament dels mercats de futurs.
Segons Benjamin Graham a The Intelligent Investor, l'inversor defensiu prototípic és "aquell que s'interessa principalment per la seguretat i la alliberar-se de molèsties". Afegeix que «algunes especulacions són necessàries i inevitables, ja que, en moltes situacions de capital ordinari, hi ha possibilitats substancials tant de pèrdues com de guanys, i els riscos que hi ha hagut de ser assumits per algú». Així, molts inversors a llarg termini, fins i tot els que compren i mantenen durant dècades, es poden classificar com a especuladors, excepte només els pocs que estan motivats principalment pels ingressos o la seguretat del principal i que finalment no venen amb benefici.